# 1 Dywizja Powietrznodesantowa (Wielka Brytania)
1 Dywizja Powietrznodesantowa – dywizja powietrznodesantowa armii brytyjskiej z okresu II wojny światowej. Jednostka powstała pod koniec 1941 r. po tym, jak brytyjski premier Winston Churchill zażądał utworzenia sił powietrznodesantowych i początkowo znajdowała się pod dowództwem gen. Fredericka A. M. Browninga. Była jedną z dwóch dywizji powietrznodesantowych utworzonych przez armię brytyjską podczas tej wojny, drugą z nich była 6 Dywizja Powietrznodesantowa, utworzona w maju 1943 r., z wykorzystaniem byłych jednostek 1 Dywizji Powietrznodesantowej.
Dwie pierwsze misje dywizji – operacja Biting, akcja spadochroniarzy we Francji i operacja Freshman, misja szybowcowa w Norwegii – były działaniami rajdowymi. Część dywizji została wysłana do Afryki Północnej pod koniec 1942 r., gdzie walczyła w Tunezji, a kiedy alianci zaatakowali Sycylię w lipcu 1943 r., dywizja przeprowadziła dwa lądowania sił wielkości brygady. Pierwsze z nich, operacja Ladbroke, przeprowadzona przez piechotę szybowcową z 1 Brygady Powietrznodesantowej oraz druga, operacja Fustian 1 Brygady Spadochronowej były dalekie od pełnego sukcesu. 1 Dywizja Powietrznodesantowa wzięła następnie udział w dywersyjnym desancie o kryptonimie operacja Slapstick, w ramach alianckiej inwazji na Włochy we wrześniu 1943 r.
W grudniu większość 1 Dywizji Powietrznodesantowej (oprócz 2 Brygady Spadochronowej) wróciła do Anglii, gdzie rozpoczęła szkolenie i przygotowania do inwazji na Normandię. Nie uczestniczyła jednak w lądowaniach z czerwca 1944 r. i była trzymana w rezerwie. We wrześniu 1944 r. 1 Dywizja Powietrznodesantowa wzięła udział w operacji Market Garden w Holandii. Dywizja, z chwilowo dołączoną polską 1 Samodzielną Brygadą Spadochronową, wylądowała 97 km za liniami niemieckimi, aby przechwycić mosty nad Renem w mieście Arnhem. Została jednak otoczona i poniosła bardzo ciężkie straty, ale utrzymywała się przez dziewięć dni, zanim ocaleni zostali ewakuowani.
Pozostałości 1 Dywizji Powietrznodesantowej wróciły wkrótce do Anglii. Dywizja nigdy w pełni nie zrekompensowała strat poniesionych w Arnhem, a 4 Brygada Spadochronowa została rozwiązana. Niedługo po zakończeniu wojny w Europie zubożała formacja wzięła udział w policyjnej operacji Doomsday w Norwegii w maju 1945 r. Ich zadaniem było rozbrojenie i repatriacja niemieckiej armii okupacyjnej. 1 Dywizja Powietrznodesantowa powróciła następnie do Anglii i została rozwiązana w listopadzie 1945 r.

## Geneza

Naszywka mundurowa brytyjskiej 1 Dywizji Powietrznodesantowej

Będąc pod wrażeniem sukcesu niemieckich operacji powietrznodesantowych podczas kampanii francuskiej premier Wielkiej Brytanii Winston Churchill polecił Ministerstwu Wojny zbadać możliwość stworzenia brytyjskich oddziałów spadochronowych w sile 5 tys. żołnierzy. W rezultacie 22 czerwca 1940 r. No. 2 Commando otrzymało obowiązki piechoty spadochronowej, a 21 listopada zostało przekształcone na 11. batalion Special Air Service ze spadochroniarzami i skrzydłem szybowcowym.
21 czerwca 1940 r. utworzono Central Landing Establishment na lotnisku Ringway niedaleko Manchesteru. Chociaż jego zadaniem było przede wszystkim szkolenie żołnierzy spadochronowych, prowadzono tam również badania nad możliwością użycia szybowców do transportowania żołnierzy na pole bitwy. Jednocześnie Ministerstwo Produkcji Lotniczej zleciło firmie General Aircraft Ltd zaprojektowanie i wykonanie szybowca do tego celu. Rezultatem tych prac było powstanie General Aircraft Hotspur, który był w stanie przetransportować ośmiu żołnierzy i był wykorzystywany zarówno do celów szturmowych, jak i szkoleniowych.
Sukces pierwszego brytyjskiego rajdu, operacji Colossus, skłonił Biuro Wojny do rozszerzenia sił powietrznodesantowych poprzez utworzenie Pułku Spadochronowego i opracowanie planów przekształcenia kilku batalionów piechoty w bataliony spadochronowe i szybowcowe. 31 maja 1941 r. szefowie sztabu i premier Winston Churchill zatwierdzili wspólne memorandum armii i sił powietrznych; zalecił, aby brytyjskie siły powietrznodesantowe składały się z dwóch brygad spadochronowych, jednej z siedzibą w Anglii, a drugiej na Bliskim Wschodzie, i aby utworzyć wojska szybowcowe o sile 10 tys. żołnierzy.

## Historia formowania jednostki

Brytyjscy spadochroniarze na szkoleniu w Norwich w Anglii, czerwiec 1941 r.

Istniejący 11. batalion SAS został przemianowany na 1. batalion spadochronowy i wraz z nowo powstałymi 2. i 3. batalionami spadochronowymi utworzył pierwszą z nowych formacji powietrznodesantowych, 1 Brygadę Spadochronową, dowodzoną przez bryg. Richarda Nelsona Gale'a, który później miał dowodzić całą 6 Dywizją Powietrznodesantową. 2. i 3. batalion spadochronowy utworzono z ochotników w wieku od dwudziestu dwóch do trzydziestu dwóch lat, którzy służyli już wcześniej w jednostkach piechoty. Tylko do dziesięciu żołnierzy z jednej jednostki mogło być przeniesionych do wojsk powietrznodesantowych.
W październiku 1941 r. bryg. Frederick Browning został awansowany na generała dywizji, mianowany dowódcą spadochroniarzy i wojsk powietrznodesantowych i oddelegowany do utworzenia kwatery głównej w celu rozwoju oraz szkolenia nowego typu sił. Następną utworzoną jednostką była 1 Brygada Powietrznodesantowa, powstała 10 października 1941 r. w wyniku przekształcenia doświadczonej w walkach górskich 31 Samodzielnej Brygady Piechoty dowodzonej przez bryg. George'a Hopkinsona, później dowodzącego dywizją we Włoszech. Brygada składała się z czterech pułków: 1 Pułku Granicznego, 2 Pułku South Staffordshire, 2 Pułku Lekkiej Piechoty Oxford and Bucks oraz 1 Pułku Królewskich Strzelców Ulsterskich. Żołnierzy nieprzystosowanych do służby w siłach powietrznodesantowych zastąpili ochotnicy z innych jednostek Pod koniec roku dowództwo Browninga stało się siedzibą dowództwa 1 Dywizji Powietrznodesantowej.

### 1942–1943

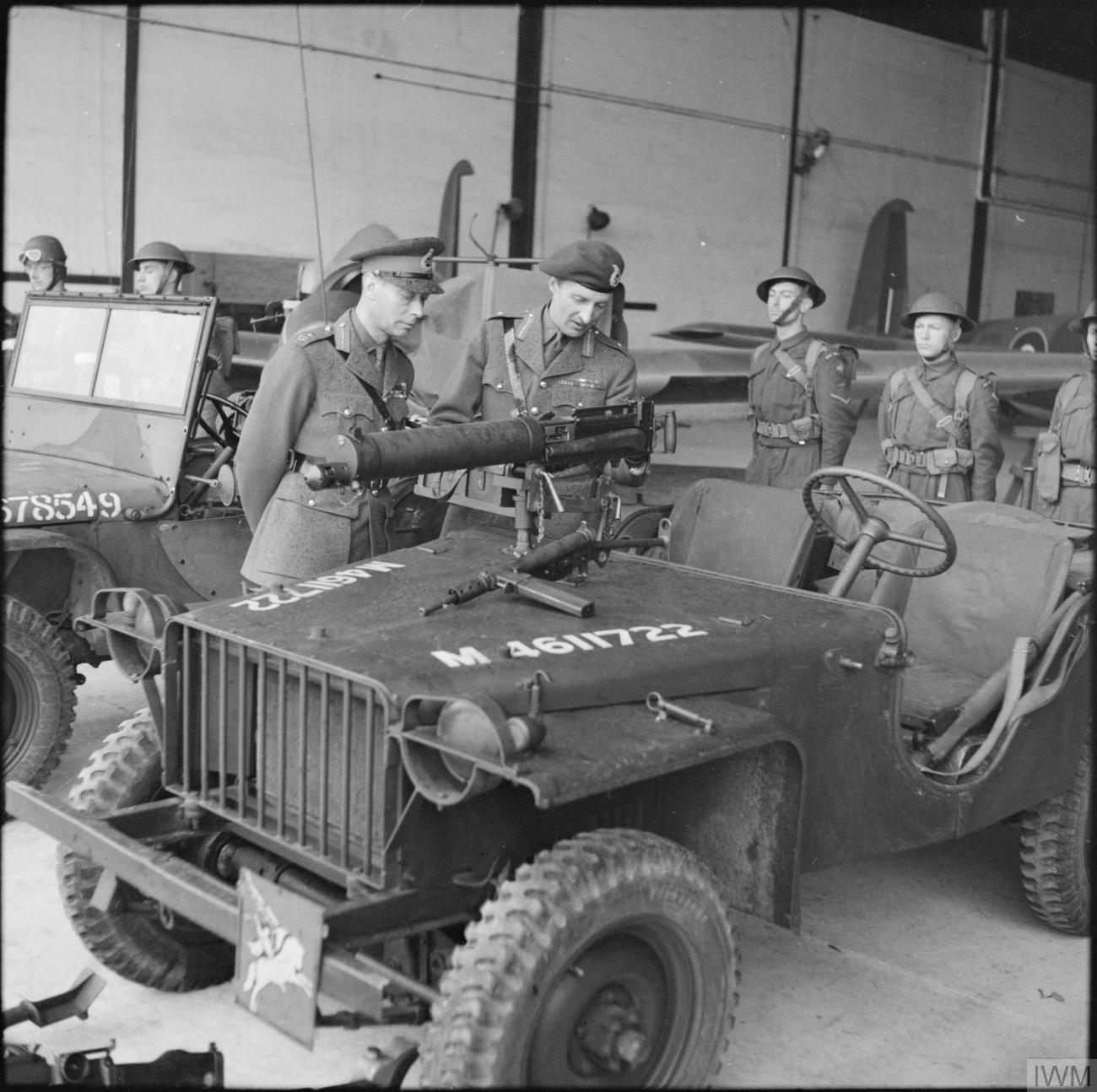
Król Jerzy VI sprawdza jeepa wojsk powietrznodesantowych wyposażonego w karabin maszynowy Vickers podczas wizytacji 21 maja 1942 r., z gen. Frederick Browning, dowódca 1 Dywizji Powietrznodesantowej

Browning wyraził swoją opinię, że dywizji nie można składać w „kawałkach” i wezwał do utworzenia trzeciej brygady. Ostatecznie zezwolenie zostało udzielone w lipcu 1942 r., po czym utworzono 2 Brygadę Spadochronową, dowodzoną przez bryg. Ernesta Downa. 2 Brygadzie Spadochronowej przydzielono istniejący 4. batalion spadochronowy i dwa nowe bataliony przekształcone z jednostek piechoty liniowej, 5. szkocki batalion spadochronowy, przekształcony z 7. batalionu Pułku Queen's Own Cameron Highlanders i 6. walijski batalion spadochronowy z 10. batalionu Pułku Królewskich Fizylierów Walijskich.
3 Brygada Spadochronowa została utworzona w listopadzie 1942 r. i przydzielona do 1 Dywizji Powietrznodesantowej. Brygada pod dowództwem bryg. Alexandra Staniera składała się z 7. batalionu spadochronowego, wcześniej 10. batalionu Pułku Lekkiej Piechoty Somerset, 8. batalionu spadochronowego Pułku Midlands, przekształconego z 13. batalionu Królewskiego Pułku Warwickshire oraz 9. batalionu spadochronowego Eastern and Home Counties, dawniej 10. batalionu Pułku Essex. Niedługo potem 1 Brygada Spadochronowa opuściła dywizję, aby wziąć udział w operacji Torch, lądowaniu aliantów w Afryce Północnej, gdzie uczestniczyła w licznych operacjach, choć walczyła w roli zwykłej piechoty.
W kwietniu 1943 r. dowódca 1 Brygady Powietrznodesantowej, Hopkinson, został awansowany na generała dywizji i otrzymał dowództwo całej dywizji. Później tego samego roku oddział został rozmieszczony w Tunezji w celu prowadzenia działań na śródziemnomorskim teatrze działań wojennych. 3 Brygada Spadochronowa i dwa bataliony z 1 Brygady Powietrznodesantowej – 1 Pułk Królewskich Strzelców Ulsterskich oraz 2 Pułk Lekkiej Piechoty Oxford and Bucks – pozostały w Anglii, tworząc zalążek nowo powstałej 6 Dywizji Powietrznodesantowej. Po przybyciu, 1 Dywizja Powietrznodesantowa została wzmocniona przez 4 Brygadę Spadochronową. 4 Brygada Spadochronowa została utworzona na Bliskim Wschodzie w 1942 r. Oprócz 156. batalionu spadochronowego, który został przeniesiony z wojsk brytyjskich stacjonujących w Indiach, obejmowała ona także 10. i 11. batalion spadochronowy, które zostały utworzone z żołnierzy z Egiptu i Palestyny.
Dywizja wzięła udział w dwóch operacjach siłami wielkości brygady na Sycylii oraz w ataku desantowym w Tarencie we Włoszech. Podczas walk na froncie włoskim gen. Ernest Down został dowódcą dywizji po tym, jak jego poprzednik, gen. Hopkinson, zmarł z powodu ran odniesionych podczas walk. Po służbie w basenie Morza Śródziemnego dywizja wróciła do Anglii w grudniu 1943 r., pozostawiając 2 Brygadę Spadochronową jako niezależną formację.

### 1944–1945
Po przybyciu dywizji do Anglii, gen. Ernest Down został wysłany do Indii, aby nadzorować tworzenie i szkolenie 44 Indyjskiej Dywizji Powietrznodesantowej i został zastąpiony przez gen. Roberta Urquharta. We wrześniu 1944 r. na potrzeby operacji Market Garden w Holandii, polska 1 Samodzielna Brygada Spadochronowa została dołączona do dywizji. Po Market Garden mniej niż 2200 żołnierzy z 10 tys. wysłanych do Holandii wróciło za linie brytyjskie. Po tak ciężkich stratach 4 Brygada Spadochronowa została rozwiązana, a ocalałych mężczyzn przeniesiono do 1 Brygady Spadochronowej. Dywizja przeszła następnie okres reorganizacji, ale do końca wojny nie odzyskała pełni sił z powodu drastycznego niedoboru siły ludzkiej w całej armii brytyjskiej w latach 1944–1945. W maju 1945 r. została wysłana do Norwegii w celu rozbrojenia niemieckiej armii okupacyjnej; po powrocie do Wielkiej Brytanii w listopadzie 1945 r. 1 Dywizja Powietrznodesantowa została rozwiązana.

## Historia operacyjna

### Francja

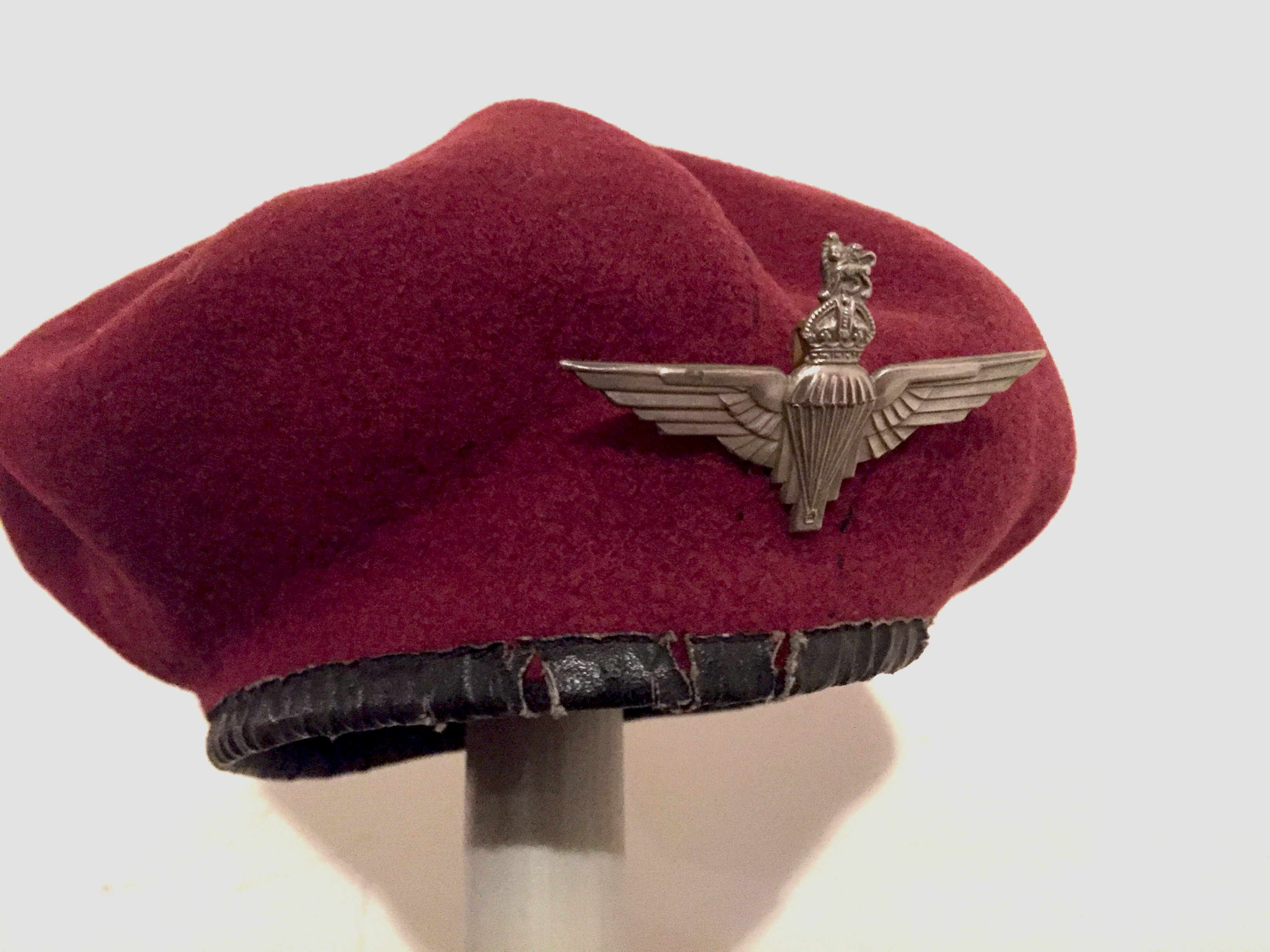
Charakterystyczny czerwony beret brytyjskich spadochroniarzy

Operation Biting, znana również jako rajd na Bruneval, była kryptonimem rajdu przeprowadzonego przez Dowództwo Operacji Połączonych w 1942 r. Celem była niemiecka stacja radarowa Würzburg w Bruneval we Francji. Z powodu rozległej obrony wybrzeża wzniesionej przez Niemców w celu ochrony swoich zdobyczy, sądzono, że nalot komandosów z morza spowoduje poważne straty i da garnizonowi niemieckiemu wystarczająco dużo czasu na zniszczenie sprzętu radarowego. Dlatego postanowiono, że atak powietrznodesantowy, a następnie ewakuacja drogą morską będą najlepszym sposobem na zaskoczenie przeciwnika i przejęcie radaru w stanie nienaruszonym.
W nocy 27 lutego kompania C 2. batalionu spadochronowego, pod dowództwem mjr Johna Frosta, wylądowała na spadochronach we Francji kilka kilometrów od radaru. Następnie siły przystąpiły do ataku na willę, w której przechowywany był sprzęt radarowy, zabijając kilku żołnierzy niemieckiego garnizonu i przechwytując instalację po krótkiej akcji gaśniczej. Technik, który przybył ze spadochroniarzami, częściowo zdemontował radar Würzburg i usunął kilka kluczowych elementów, aby zabrać je z powrotem do Wielkiej Brytanii, po czym siły rajdowe wycofały się na plażę. Oddział, który miał oczyścić strefę ewakuacji, nie zrobił tego jednak, a do wyeliminowania Niemców strzegących plaży konieczna była kolejna krótka walka. Siły rajdowe zostały w końcu zebrane przez niewielką liczbę jednostek desantowych i przeniesione na kilka łodzi motorowych, które sprowadziły je z powrotem do Wielkiej Brytanii. Rajd zakończył się pełnym sukcesem. Wojska powietrznodesantowe straciły tylko kilku ludzi, a dostarczone przez nich fragmenty radaru wraz z niemieckim technikiem radarowym pozwoliły brytyjskim naukowcom zrozumieć niemieckie postępy w rozwoju technologii radarowej i stworzyć środki zaradcze w celu ich zniwelowania.

### Norwegia
Operacja Freshman była pierwszą brytyjską operacją powietrznodesantową przeprowadzoną za pomocą szybowców, jej celem była fabryka chemiczna Vemork Norsk Hydro w Norwegii, która produkowała ciężką wodę dla nazistowskich Niemiec. W 1942 r. niemiecki program nuklearny prawie był w stanie stworzyć reaktor jądrowy, ale aby ten mógł działać, wymagałby dużej ilości ciężkiej wody. Źródłem tej wody była elektrownia wodna Norsk, używana przez Niemców od 1940 r. Kiedy rząd brytyjski dowiedział się o niemieckich planach, zdecydowano się przeprowadzić nalot, aby zniszczyć elektrownię i uniemożliwić Niemcom produkowanie ciężkiej wody. Niewielkie siły wydzielone z 1 Dywizji Powietrznodesantowej, składające się z 30 saperów, miały wylądować w szybowcach w niewielkiej odległości od elektrowni i zniszczyć ją przy użyciu materiałów wybuchowych.
Dwa samoloty, każdy ciągnący po jednym szybowcu, opuściły Szkocję w nocy 19 listopada 1942 r. Wszystkim udało się dotrzeć do wybrzeża Norwegii, ale żaden z nich nie był w stanie osiągnąć swojego celu. Pierwsza para ucierpiała z powodu trudności nawigacyjnych i złych warunków pogodowych, co spowodowało zerwanie liny holowniczej i nieplanowane lądowanie pierwszego szybowca, a samolot holujący powrócił do bazy; ośmiu żołnierzy zginęło przy rozbiciu szybowca, czterech zostało poważnie rannych, a pięciu lekko. Ocalali zostali schwytani wkrótce po katastrofie. Druga para wypadła jeszcze gorzej, ponieważ zarówno samolot, jak i szybowiec uderzyły w górę z nieznanych przyczyn; załoga samolotu silnikowego i kilku żołnierzy szybowcowych zginęło na miejscu, a ci, którzy przeżyli, zostali wzięci do niewoli. Każdy z jeńców został wkrótce otruty lub rozstrzelany w wyniku Kommandobefehl Adolfa Hitlera, który stwierdzał, że wszyscy komandosi mają być rozstrzeliwani natychmiast po schwytaniu.

### Sycylia

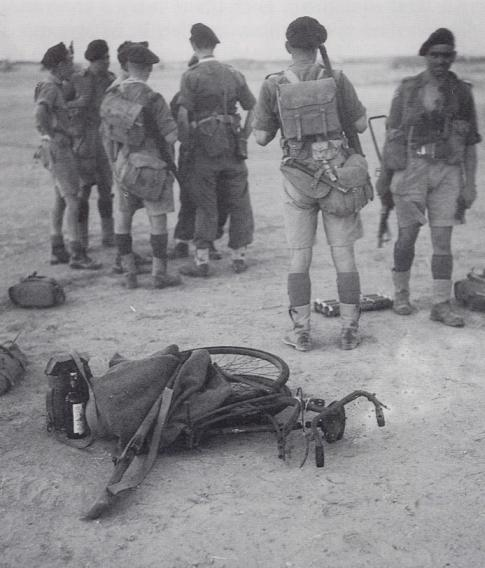
Żołnierze z Pułku Granicznego przygotowują się do wylotu na operację Ladbroke, z rowerem składanym na pierwszym planie

Operacja Turkey Buzzard, znana również jako operacja Beggar, była misją zaopatrzeniową w Afryce Północnej, przeprowadzoną pomiędzy marcem a sierpniem 1943 r. Misja została podjęta przez pilotów szybowców dywizji i Dywizjonu 295 RAF-u w ramach przygotowań do inwazji aliantów na Sycylię.
Misja obejmowała bombowce Handley Page Halifax holujące szybowce Airspeed Horsa na dystansie 5100 km z Anglii do Tunezji. Horsy były potrzebne do uzupełnienia mniejszych szybowców amerykańskich Waco CG-4, które nie miały osiągów wymaganych do planowanych operacji. Podczas misji dwa niemieckie samoloty patrolowe Fw 200 Condor zlokalizowały i zaatakowały zespoły Halifaxów i Hors. W sumie zestrzelono pięć szybowców i trzy bombowce, ale 27 maszyn przybyło do Tunezji na czas, aby wziąć udział w inwazji na Sycylię.
Operacja Ladbroke była atakiem szybowców 1 Brygady Powietrznodesantowej pod Syrakuzami, która rozpoczęła się 9 lipca 1943 r. w ramach inwazji na Sycylię. Brygada została wyposażona w 144 Waco i sześć szybowców Horsa. Ich celem miało być lądowanie w pobliżu Syrakuz, opanowanie mostu w Ponte Grande, a ostatecznie przejęcie kontroli nad samym miastem z uwagi na jego strategicznie ważne doki.
W drodze na Sycylię 65 szybowców zostało wypuszczonych zbyt wcześnie przez samolot holujący i spadło do morza, topiąc 252 ludzi. Z pozostałej części tylko 87 żołnierzy przybyło na most Pont Grande, który udało im się zdobyć i utrzymywać dłużej niż przez czas, po którym mieli otrzymać posiłki. W końcu, po wyczerpaniu amunicji i przy tylko 15 żołnierzach, którzy nie odnieśli żadnych ran, Brytyjczycy poddali się siłom włoskim. Włosi próbowali zburzyć most po odzyskaniu kontroli nad nim, ale nie byli w stanie tego zrobić, ponieważ siły powietrznodesantowe usunęły spod nich ładunki wybuchowe. Inne oddziały brygady, które wylądowały w innych miejscach na Sycylii, zniszczyły łącza komunikacyjne i zdobyły baterie artyleryjskie.
Operacja Fustain, druga misja dywizji na Sycylii, została przeprowadzona przez 1 Brygadę Spadochronową. Jej celem był most Primosole przez rzekę Simeto. Zamiarem było, aby brygada spadochronowa, wspierana przez siły szybowcowe, wylądowała po obu stronach rzeki. Podczas gdy jeden batalion zajmowałby most, pozostałe dwa bataliony miały ustanowić pozycje obronne na północy i południu. Następnie miano utrzymywać most, dopóki nie dotrze tam szpica XIII Korpusu, części 8 Armii, która wylądowała na południowo-wschodnim wybrzeżu trzy dni wcześniej.
Rozpoczęcie operacji było katastrofą. Wiele samolotów przewożących spadochroniarzy z Afryki Północnej zostało zestrzelonych lub uszkodzonych i zmuszonych do powrotu do bazy zarówno z powodu zarówno działań wroga, jak i bratobójczego ostrzału. Działania wymijające podejmowane przez pilotów rozrzuciły brygadę na dużym obszarze, a tylko odpowiednik dwóch kompanii wylądował w odpowiednich miejscach. Pomimo tego oraz obrony wojsk niemieckich i włoskich, brytyjscy spadochroniarze zdobyli most. Opierając się atakom z północy i południa, przeciwstawiali się przeważającym siłom wroga aż do zmroku.
Siły odciążające kierowane przez 50 Dywizję Piechoty Northumbrian, której brakowało środków transportu, miały trudności z dotarciem do brygady spadochronowej i znajdowały się w odległości 1,6 km od nich, kiedy zatrzymały się na noc. Do tego czasu, z powodu rosnących ofiar i brakujących zapasów, dowódca brygady, bryg. Gerald Lathbury, został zmuszony do wycofania się. Następnego dnia jednostki brytyjskie połączyły siły, a 9. batalion Lekkiej Piechoty Durham ze wsparciem sił pancernych próbował odbić most. Ostatecznie został on opanowany dopiero trzy dni po rozpoczęciu operacji, kiedy inny batalion Lekkiej Piechoty Durham, prowadzony przez spadochroniarzy, ustanowił przyczółek na północnym brzegu rzeki.

### Włochy

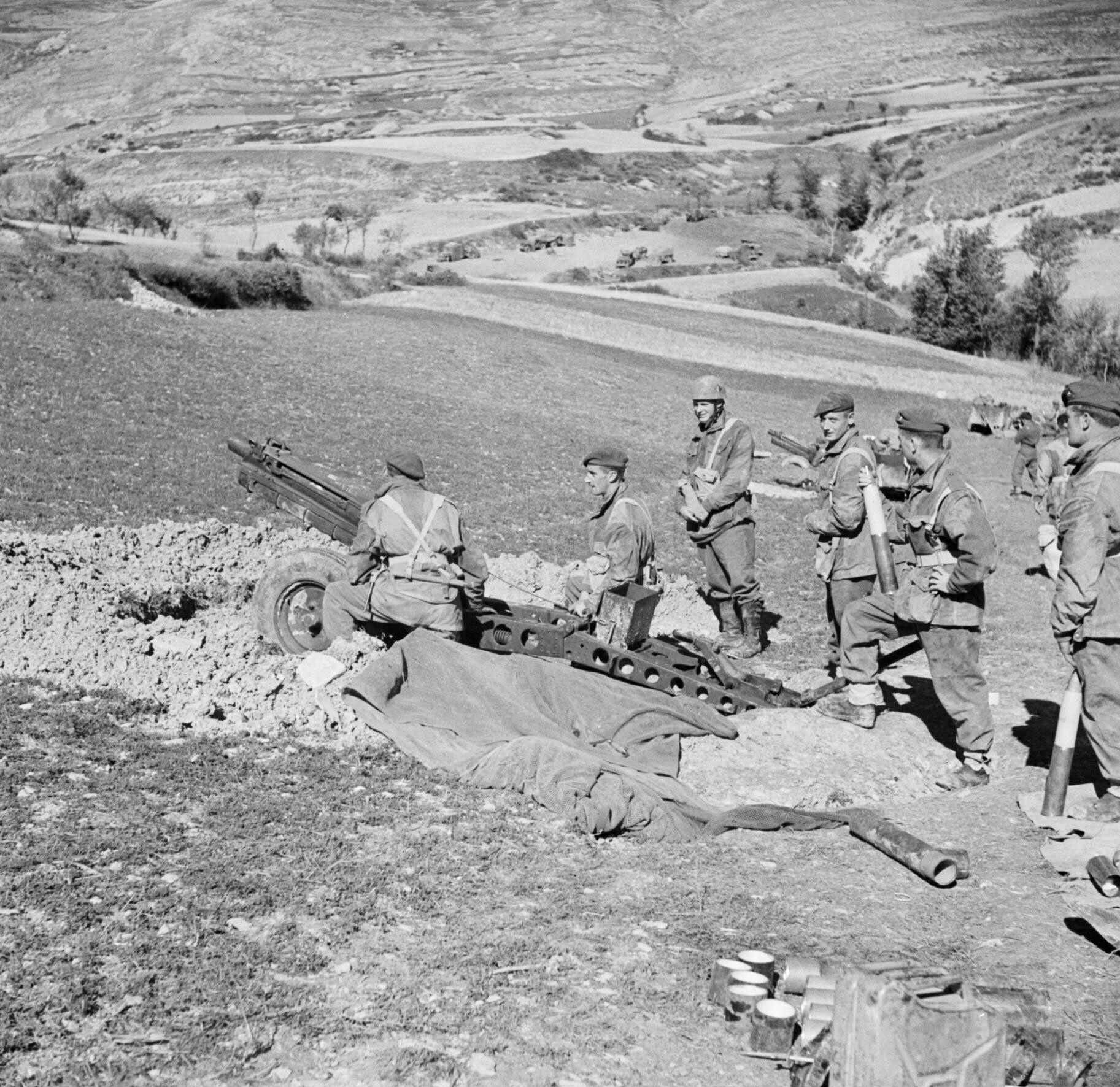
Żołnierze 1 Powietrznodesantowego Pułku Lekkiej Artylerii Królewskiej w akcji we Włoszech, dokąd zostali przetransportowani drogą morską zamiast powietrznej

Operacja Slapstick była desantem morskim we włoskim porcie Tarent, częścią alianckiej inwazji na Włochy we wrześniu 1943 r. Misja została zaplanowana w krótkim czasie, po złożeniu przez rząd włoski propozycji otwarcia portów w Tarencie i Brindisi dla aliantów. 1 Dywizja Powietrznodesantowa została wybrana do podjęcia misji, ale w tym czasie znajdowała się jeszcze w Afryce Północnej. Brak samolotów transportowych oznaczał, że dywizja nie mogła wylądować na spadochronach i w szybowcach, a wszystkie jednostki lądujące w okolicy zostały już przydzielone do innych zadań: operacji Avalanche w Salerno na zachodnim wybrzeżu Włoch i operacji Baytown w Kalabrii. Zamiast tego dywizja musiała być transportowana przez Morze Śródziemne okrętami Royal Navy. Lądowanie odbyło się bez sprzeciwu ze strony wroga, a dywizja powietrznodesantowa z powodzeniem zajęła porty w Tarencie, a później Brindisi na wybrzeżu Adriatyku, w stanie nienaruszonym.
Jedynymi siłami niemieckimi w okolicy były elementy 1 Dywizji Strzelców Spadochronowych, która spowalniała zbliżających się Brytyjczyków licznymi zasadzkami i blokadami dróg podczas swojego odwrotu na północ. Do końca września 1 Dywizja Powietrznodesantowa pokonała dystans 201 km do Foggi. Za nimi wylądowały posiłki z dwóch dywizji piechoty, 8 indyjskiej i 78 brytyjskiej, co pozwoliło wycofać oddziały powietrznodesantowe z powrotem do Tarentu. Mimo że straty 1 Dywizji Powietrznodesantowej we Włoszech były stosunkowo niewielkie, to jej dowódca, gen. George Hopkinson, zginął podczas nadzorowania ataku 10. batalionu spadochronowego, w czasie którego został śmiertelnie ranny w wyniku ostrzału z karabinu maszynowego. Zastąpił go bryg. Ernest E. Down, wcześniej dowódca 2 Brygady Spadochronowej.

### Anglia
Do grudnia 1943 r. dywizja wróciła do Anglii i zaczęła szkolenie dla nowej operacji w północno-zachodniej Europie pod nadzorem I Korpusu Powietrznodesantowego. Chociaż 1 Dywizja Powietrznodesantowa nie była przewidziana do wzięcia udziału w lądowaniu w Normandii, opracowano plan awaryjny pod kryptonimem operacja Wasteage, w ramach którego dywizja miała zostać zrzucona na spadochronach w celu wsparcia lądowania na którejkolwiek z pięciu plaż inwazyjnych, jeśli wystąpiłyby tam poważne opóźnienia. Ten plan okazał się jednak niepotrzebny i nie został zrealizowany.
Podczas gdy 6 Dywizja Powietrznodesantowa wciąż walczyła w Normandii, stworzono liczne plany przerzucenia na spadochronach 1 Dywizji Powietrznodesantowej do Francji, ale bezskutecznie. W czerwcu i lipcu 1944 r. plany obejmowały operację Reinforcement, która miała być lądowaniem na zachód od Saint-Sauveur-le-Vicomte w celu wsparcia amerykańskiej 82 Dywizji Powietrznodesantowej oraz operację Wild Oats, lądowanie na południe od Caen przed zbliżającą się 7 Dywizją Pancerną przemieszczająca się z Villers-Bocage, 51 Dywizją Górską i 4 Brygadą Pancerną posuwają się na południe od przyczółka Orne w celu okrążenia i zdobycia Caen. Taka operacja została zawetowana przez marsz. Trafforda Leigh-Mallory'ego z lotnictwa, jako zbyt ryzykowna dla zaangażowanych w nią samolotów. W każdym razie część lądowa tego ataku (zwykle uważana za część operacji Perch) ugrzęzła z powodu niemieckiego oporu i opóźnionego rozmieszczenia żołnierzy w Normandii. Planowano też operację Beneficiary, mającą na celu wsparcie amerykańskiego XX Korpusu w zdobyciu Saint-Malo oraz operację Lucky Strike, której celem byłoby przejęcie mostów przez Sekwanę w Rouen. Z kolei w operacji Sword Hilt dywizja miałaby na celu odizolowanie portu w Breście i zniszczenie wiaduktu w Morlaix. Operacja Hands Up miała zaś na celu wsparcie amerykańskiej 3 Armii poprzez zajęcie lotniska w Vannes. Żaden z tych planów nie został zrealizowany.
Do sierpnia dywizja wciąż czekała na rozmieszczenie, ale nowe plany przewidywały wykorzystanie jej jako części większej siły. Operacja Transfigure obejmowała dywizję, 52 Dywizję Lowland, amerykańską 101 Dywizję Powietrznodesantową i polską 1 Samodzielną Brygadę Spadochronową lądujące w Saint-Arnoult-en-Yvelines, aby wypełnić lukę między Orleanem i Paryżem. Operacja Axehead, wykorzystując tę samą siłę, miała polegać na przejęciu mostów nad Sekwaną w celu wsparcia 21 Grupy Armii. Operacja Boxer, wciąż z tą samą siłą, miała przejąć Boulogne i zaatakować miejsca wystrzeliwania latających bomb V1. Pod koniec miesiąca stworzono plany operacji Linnet z tymi samymi jednostkami, co wcześniej, aby przejąć przeprawy nad rzeką Skaldą. Operacja Infatuate, przeprowadzona na początku września, miała objąć cały I Korpus Powietrznodesantowy lądujący w Belgii, aby uwięzić wycofujące się armie niemieckie w ujściu Skaldy, a także by zagrozić Antwerpii. Ostatecznie w tej ostatniej operacji uczestniczyły tylko siły lądowe.
Wreszcie we wrześniu zaplanowano operację Comet, w której trzy brygady dywizji miały wylądować w Holandii i każda przechwycić po jednym moście. Pierwszym z nich był most nad rzeką Waal w Nijmegen, drugim most nad rzeką Mozą w Grave, a ostatnim most nad Renem w Arnhem. Planowanie operacji Comet było już na zaawansowanym etapie, gdy 10 września misja została odwołana. Zamiast tego zaproponowano nową operację mającą te same cele co Comet, ale do ich realizacji przeznaczono trzy dywizje 1 Alianckiej Armii Powietrznodesantowej.

### Arnhem

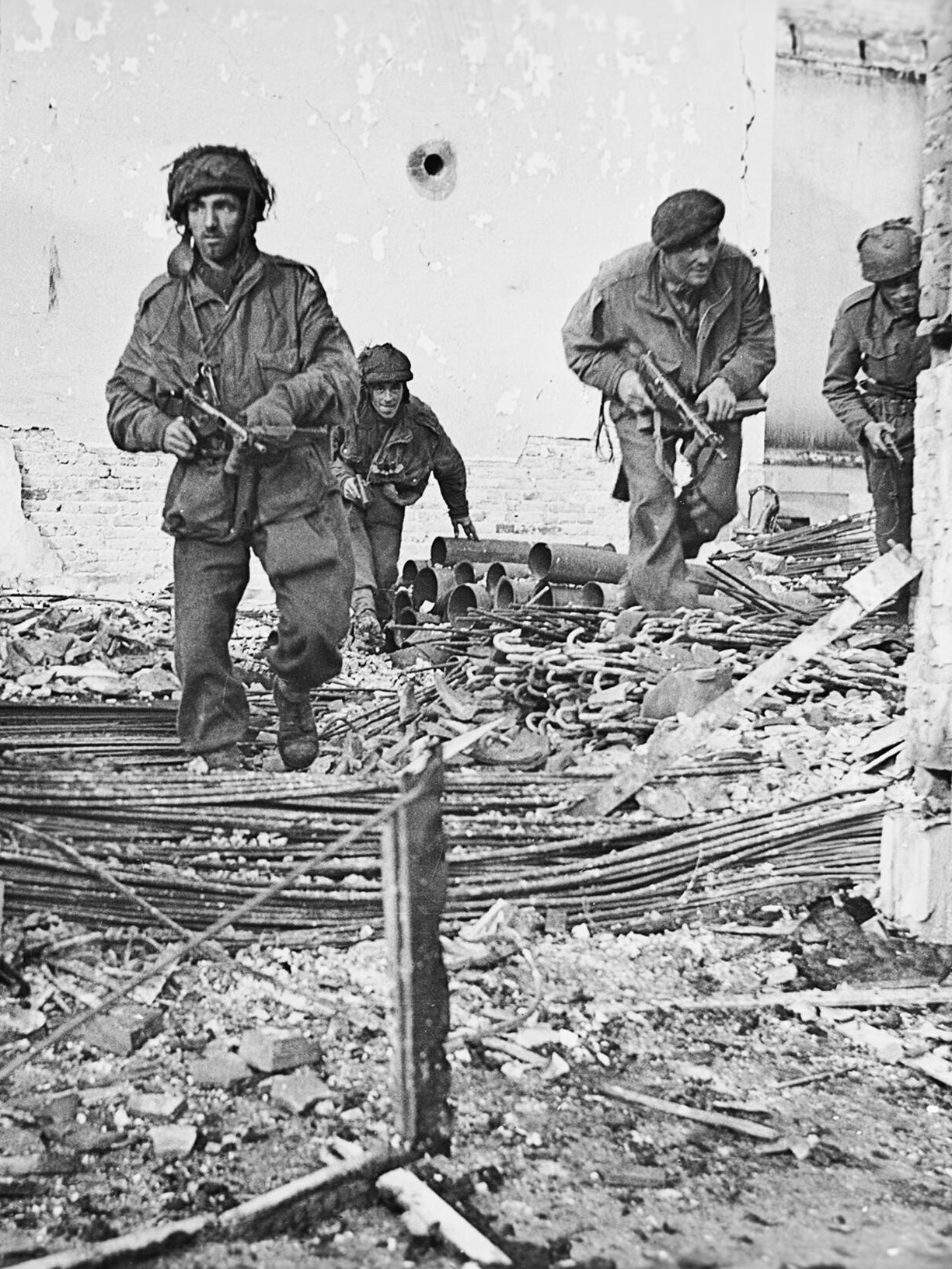
Żołnierze 156. batalionu spadochronowego w Oosterbeek, gdzie większość 1 Dywizji Powietrznodesantowej została okrążona

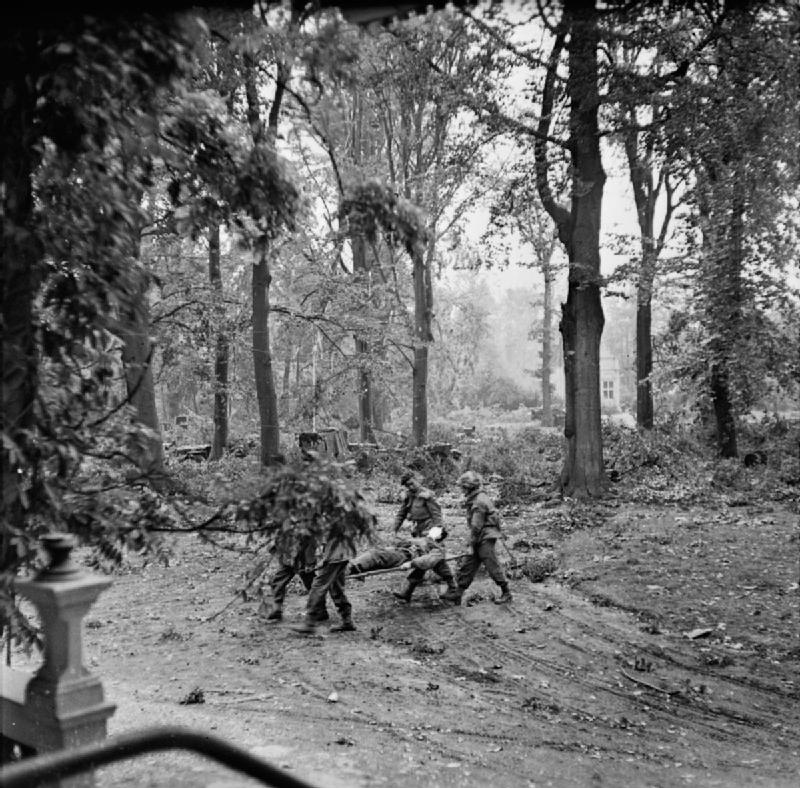
Ranny żołnierz zostaje zabrany na noszach z obszaru walk (zwracają uwagę zapasy amunicji i paliwa w tle) w Oosterbeek, wrzesień 1944 r.

Operacja Market Garden była atakiem powietrznodesantowym trzech dywizji w Holandii we wrześniu 1944 r., w tym brytyjskiej 1. i amerykańskiej 82.j oraz 101. w celu zajęcia kluczowych mostów i miast wzdłuż oczekiwanej alianckiej osi natarcia. Najdalej na północ, 1 Dywizja Powietrznodesantowa wspierana przez polską 1 Samodzielną Brygadę Spadochronową wylądowała w Arnhem, aby opanować mosty nad Renem. Początkowo spodziewano się łatwego postępu XXX Korpusu pod dowództwem gen. Briana Horrocksa, by dotrzeć do sił powietrznodesantowych w Arnhem w ciągu dwóch do trzech dni.
1 Dywizja Powietrznodesantowa wylądowała w pewnej odległości od swoich celów i została szybko powstrzymana przez nieoczekiwanie silnie opór, szczególnie ze strony elementów 9 i 10 Dywizji Pancernej SS. Tylko niewielka liczba żołnierzy była w stanie dotrzeć do mostu drogowego w Arnhem, podczas gdy główna część dywizji została zatrzymana na obrzeżach miasta. Tymczasem XXX Korpus nie był w stanie posunąć się na północ tak szybko, jak się spodziewano i nie odciążył żołnierzy sił powietrznodesantowych. Po czterech dniach małe siły brytyjskie na moście zostały przytłoczone, a reszta dywizji uwięziona w kotle na północ od rzeki, gdzie nie mogli być wystarczająco wzmocnieni przez Polaków lub XXX Korpus, kiedy ci pojawili się na południowym brzegu. Po dziewięciu dniach walki roztrzaskane resztki sił powietrznodesantowych zostały ostatecznie wycofane na południe od Renu. 1 Dywizja Powietrznodesantowa straciła 8 tys. żołnierzy podczas bitwy i nigdy więcej nie widziała walki.

### Norwegia
W maju 1945 r., bezpośrednio po kapitulacji Niemiec, 1 Dywizja Powietrznodesantowa została wysłana do rozbrojenia i repatriacji liczącej 350 tys. żołnierzy niemieckiej armii okupacyjnej w Norwegii [64]. Dywizja utrzymywała prawo i porządek aż do przejęcia odpowiedzialności przez władze norweskie. Podczas pobytu w Norwegii dywizja miała za zadanie nadzorowanie kapitulacji sił niemieckich, a także zapobieganie sabotażowi ważnych obiektów wojskowych i cywilnych.
Niemiecki akt bezwarunkowej kapitulacji został dostarczony 8 maja do gen. Franza Böhme, dowódcy wszystkich sił niemieckich stacjonujących w Norwegii; 1 Dywizja Powietrznodesantowa wylądowała w pobliżu Oslo i Stavanger pomiędzy 9 a 11 maja. Większość samolotów transportowych przewożących dywizję wylądowała bezpiecznie, ale jedna katastrofa w górach spowodowała kilka ofiar śmiertelnych. Dywizja prawie nie napotkała niemieckiego oporu. Jej obowiązki operacyjne obejmowały także powitanie króla Haakona, opiekę nad byłymi alianckimi jeńcami wojennymi, aresztowanie zbrodniarzy wojennych i nadzorowanie oczyszczania pól minowych. Podczas pobytu w Norwegii dywizja była również w stanie zbadać, co stało się z żołnierzami, którzy brali udział w operacji Freshman. 1 Dywizja Powietrznodesantowa wróciła do Wielkiej Brytanii i została rozwiązana 26 sierpnia 1945 r.